# Усмихнатите умници
„Усмихнатите умници“ (на английски: Imagination Movers) е американски сериал за деца в предучилищна възраст, в който е базиран на формата и музиката на едноименната музикална банда от Ню Орлиънс, в който се излъчва премиерно като първите два епизода на 6 септември 2008 г. блока на Disney Channel – Playhouse Disney за деца в предучилищна възраст. На 14 февруари 2011 г. сериалът е преместен на Disney Junior, в който замества Playhouse Disney след закриването му.
Всеки епизод на сериала включва песни, които са написани и изпълнени от музикалната група, докато официалните членове участват или изпълнително продуцират сериала.
След като последният епизод е излъчен на 14 април 2013 г., повторенията продължават да се излъчват по Disney Junior до 16 май 2014 г., и сериала е достъпен в стрийминг услугата Дисни+ на 28 февруари 2020 г.

## В България
В България сериалът е излъчен през 2011 г. по Disney Channel. Дублажът е нахсинхронен в Доли Медия Студио. Ролите се озвучават от Златина Тасева, Цветан Ватев, Мариан Бачев, Кирил Бояджиев, Камен Асенов и Петър Бонев (Дейв).
| Превод и адаптация            | Милица Гладнишка |
| Превод и адаптация на песните | Ненчо Балабанов  |